# امیلیو مارتینس
امیلیو مارتینس (اسپانیایی: Emilio Martínez‎؛ زادهٔ ۳۰ ژوئیهٔ ۱۹۸۱) بازیکن فوتبال اهل پاراگوئه بود.
از باشگاه‌هایی که در آن بازی کرده‌است می‌توان به باشگاه فوتبال لیبرتاد، باشگاه فوتبال ناسیونال پاراگوئه، و باشگاه فوتبال تیگرس اونال اشاره کرد.
وی همچنین در تیم‌های ملی فوتبال زیر ۲۳ سال پاراگوئه و پاراگوئه بازی کرده‌است.